# Mathurin Romegas
Mathurin Romegas de son nom de baptême Mathurin d'Aux de Lescout, né en 1525 ou 1528, mort à Rome le 4 novembre 1581, est un chevalier de l'ordre de Saint-Jean de Jérusalem, nommé en 1575 commandant général des galères de l'Ordre. Comme lieutenant général du grand maître, il devient lieutenant ad interim après la destitution de Jean L'Evesque de La Cassière en 1581.

## Biographie
Originaire de Gascogne, d'une famille noble rattachée à la maison d'Armagnac, Mathurin d'Aux de Lescout rentre au sein de l'ordre des Hospitaliers en 1542. En décembre 1546, il est fait chevalier et décide de servir en mer sur les galères de l'Ordre. Son navire est victime comme beaucoup d'autres de la tornade du Grand Port de Malte, qui ravage la ville le 23 septembre 1556 ; Romegas est sauvé par le grand maître Claude de La Sengle lui-même, venu participer aux secours. Après la tempête, il est sorti vivant de l'épave avec son singe de compagnie, sous les yeux du grand maître, après que les sauveteurs eurent entendu des chocs sur la coque du bateau retourné.

## Carrière navale
Il se fait rapidement un nom, Romegas, à bord des galères de l'Ordre sous les ordres de l'amiral de l'ordre Gozon de Mélac, par sa participation à des actions contre les Barbaresques sur les côtes d'Afrique du Nord, au Levant et même en mer Égée, par la capture d'esclaves et de nombreux navires ottomans.
En 1564, aux côtés de Philippe II, il participe à la prise et à la destruction de Badis. La même année, il réussit un coup de main qui fera sa célébrité. Près de Céphalonie il affronte dans un sanglant combat un galion ottoman fortement armé et lourdement chargé sous les ordres du reis Bairan-Ogli. Le navire appartient à Kustir Aga, le chef eunuque du sérail du sultan, Soliman le Magnifique. Romégas fait prisonniers 200 janissaires et 80 000 ducats de prise. Parmi les prisonniers, Romegas ramène à Malte le gouverneur du Caire et celui d'Alexandrie ainsi que la dame de compagnie de la fille de Soliman. Ce fait d'armes fait partie des causes qui poussent Soliman à attaquer les Hospitaliers à Malte le 18 mai 1565 ; c'est ce que l'histoire retiendra sous le nom de Grand Siège de Malte.
Romegas participe vaillamment au siège en défendant le port de Birgu à la tête de chevaliers de Malte, de marins de ses galères et de soldats maltais. C'est après ce siège que le maréchal Blaise de Monluc, son parent, appelle Romegas sur ses terres natales lors des guerres de religion. Il reporte sa haine des musulmans sur les protestants qui avaient saccagé les tombeaux de sa famille dans la collégiale Saint-Pierre de La Romieu. De retour aux galères de Malte, il participe en 1571 à la bataille de Lépante comme commandant de la galère amiral du pape Pie V dans la formation du centre sous les ordres de Don Juan d'Autriche. Il est invité par l'amiral des galères papales, Marcantonio Colonna, à Rome pour célébrer la victoire. En 1575, Romegas est nommé général des galères de l'Ordre par le grand maître Jean L'Evesque de La Cassière, en 1576 grand prieur du grand prieuré de Toulouse et en 1577 lieutenant du grand maître à Malte.

## Anti-grand maître
La Cassière avait de plus en plus de difficultés à la tête de l'ordre de Saint-Jean de Jérusalem. Son opposition avec l'évêque de Malte se terminera notamment par l'arrivée à Malte d'un inquisiteur. Viendra ensuite un conflit avec la république de Venise à la suite de la saisie d'un navire de la République par des galères de l'Ordre. C'est cette confrontation qui vaudra à Romegas sa nomination comme général des galères. Le différend le plus important et décisif viendra de Philippe II qui interviendra dans la nomination du grand prieur de Castille et Leon, provoquant la rébellion des chevaliers de la langue de Castille. Le pape obligera les chevaliers castillans à s'excuser, sous peine d’excommunication, devant le grand maître.
En 1581, le ressentiment contre de La Cassière est à son comble et aboutit à la déposition du grand maître par le couvent général et son incarcération au fort Saint-Ange. Mathurin Romegas étant le plus élevé en responsabilité est alors nommé grand maître. La pape dépêche un légat pour enquêter sur ces dysfonctionnements et administrer l'Ordre pendant que de La Cassière et Romegas sont convoqués à Rome pour s'expliquer.
Grégoire XIII accueille avec beaucoup d'égard et de cérémonie, le 26 octobre 1581, Jean L'Evesque de La Cassière. Par contre Mathurin Romegas est reçu avec beaucoup de froideur et de dédain. Très marqué par cette indifférence, il meurt le 4 novembre 1581. Il est inhumé dans l'église de la Trinité-des-Monts. La Cassière est lavé de toutes accusations et le pape le rétablit dans ses fonctions. Mais, fortement épuisé, La Cassière meurt à son tour le 21 décembre de la même année.

## Sources bibliographiques
- Carmel Testa, Romegas, Midsea Book, 2002